# 4EU+联盟
4EU+联盟，全称4EU+欧洲大学联盟，是一个跨国高校联盟，目前成员院校有七个。

## 创建
2019年2月28日，4EU+联盟在伊拉斯謨計劃资助的欧盟委员会“欧洲大学”试点招标中提交了申请。2019年6月26日，欧盟委员会宣布4EU+联盟获得了发展合作的赠款。

## 愿景
基于对欧洲大学理念的共同理解，建立在学术自由和自治之上，确保公平获得和参与教育，在教学、教育、研究和管理方面创造新的合作框架。

## 成员院校
成员院校分布欧盟确定的在四个欧洲次区域：亚得里亚海和爱奥尼亚海、阿尔卑斯山地区、波罗的海地区和多瑙河地区。
| 所在国家         | 院校名称             | 加入时间   | 官方语言 |
| ---------------- | -------------------- | ---------- | -------- |
| 德意志联邦共和国 | 海德堡大学           | 2018年3月  | 德语     |
| 法兰西共和国     | 索邦大学             | 2018年3月  | 法语     |
| 捷克共和国       | 查理大学             | 2018年3月  | 捷克语   |
| 波兰共和国       | 华沙大学             | 2018年3月  | 波兰语   |
| 意大利共和国     | 米兰大学             | 2018年10月 | 意大利语 |
| 丹麦王国         | 哥本哈根大学         | 2018年10月 | 丹麦语   |
| 瑞士联邦         | 日内瓦大学           | 2022年7月  | 法语     |
| 法兰西共和国     | 巴黎先贤祠阿萨斯大学 | 2023       | 法语     |